# Wirtschaftsgeschichte
Wirtschaftsgeschichte is een werk bestaande uit notities van studenten gemaakt tijdens de hoorcolleges van Max Weber. Het werk werd kort na zijn dood uitgebracht. In het werk creëert Weber een institutionele theorie die het ontstaan van het westerse kapitalisme moet verklaren. In tegenstelling tot diens werk Protestantse ethiek, speelt religie hier geen grote rol. Weber legt veeleer de nadruk op de staat en op het calculeerbare karakter van wetgeving die economische actoren in staat stelt om te voorspellen wat de persoonlijke meerwaarde van een transactie zal zijn. Onzekerheid gaat economische ontwikkeling tegen, terwijl het verlenen van zekerheid juist tot economische groei leidt.
De institutionele theorie van het kapitalisme werd in de vroege jaren '80 herontdekt door schrijvers zoals Randall Collins, Daniel Chirot en Douglass C. North.